# シナルンガ
シナルンガ (伊: Sinalunga) は、イタリア共和国トスカーナ州シエーナ県にある、人口約12,000人の基礎自治体（コムーネ）。

## 地理

### 位置・広がり

#### 隣接コムーネ
隣接するコムーネは以下の通り。括弧内のARはアレッツォ県所属を示す。
- アシャーノ
- コルトーナ (AR)
- フォイアーノ・デッラ・キアーナ (AR)
- ルチニャーノ (AR)
- ラポラーノ・テルメ
- トッリータ・ディ・シエーナ
- トレクアンダ

### 気候分類・地震分類
シナルンガにおけるイタリアの気候分類 (it) および度日は、zona D, 1965 GGである。
また、イタリアの地震リスク階級 (it) では、zona 3 (sismicità bassa) に分類される。

## 行政

### 分離集落
シナルンガには、以下の分離集落（フラツィオーネ）がある。
- Bettolle, Farnetella, Guazzino, Rigomagno, Scrofiano

## 姉妹都市
- アイ、フランス
- Dorking、イギリス